# کنفرانس تغییر اقلیم ۲۰۱۵ سازمان ملل متحد
کنفرانس تغییر اقلیم ۲۰۱۵ سازمان ملل متحد در پاریس یا COP21 از ۳۰ نوامبر تا ۱۲ دسامبر ۲۰۱۵ در شهر پاریس برگزار شد.
این کنفرانس بیست‌ویکمین کنفرانس سالانهٔ طرف‌های معاهدهٔ کنوانسیون تغییرات اقلیم سازمان ملل متحد از سال ۱۹۹۲ و یازدهمین ملاقات پیمان کیوتو تاکنون بود.

## هدف
هدف اصلی این کنفرانس به دست آوردن یک توافق‌نامه و قراردادی جهانی برای تغییرات اخیر آب‌وهوایی با حضور تمام ملتهای جهان است.

## انتظارات
بان کی‌مون با اشاره به حرکت سریع و رو به جلوی کاهش انتشار آلاینده‌های زیست محیطی و گازهای گلخانه‌ای در سطح جهان تأکید کرده است که باید بتوان افزایش دمای جهانی را به زیرِ دو درجهٔ سلسیوس رساند.